# Lexicalización
Lexicalización es como se conoce en lingüística a la incorporación diacrónica en el léxico de una lengua de elementos gramaticales complejos (formados tanto por partes léxicas como funcionales) que, como compuestos, ganan valor semántico propio y dejan de ser analizables a partir de sus formantes. Así, la expresión compleja quítame allá esas pajas recibe sentido propio de nadería o cosa sin importancia al margen del significado de la frase al pie de la letra. Con ese sentido se usa como si fuese una palabra simple, pues está lexicalizada. La expresión que sufre lexicalización normalmente será impredecible en el aspecto semántico, sintáctico o fonológico propio de analizarla.
Un ejemplo de esto son las locuciones o expresiones idiomáticas, cuyo significado no suele coincidir con el que se espera de la letra de las mismas. Así pues, dicho de una construcción o combinación sintáctica libre, lexicalizarse es pasar a formar parte del sistema léxico de una lengua, convirtiéndose en una expresión más o menos fija con significado propio. Así, la expresión en mi vida está lexicalizada con el sentido de nunca: «No pienso volver a hacerlo EN MI VIDA»; y también lo están oraciones o construcciones como ¡no somos nadie!, ni que decir tiene, a tontas y a locas o a la buena de Dios.